# Amphiglossus ardouini
Espèce
Synonymes
- Sepsina ardouini Mocquard, 1897

Statut de conservation UICN

 VU B1ab(iii) : Vulnérable
Amphiglossus ardouini est une espèce de sauriens de la famille des Scincidae.

## Répartition
Cette espèce est endémique de la province de Diego-Suarez à Madagascar.

## Étymologie
Cette espèce est nommée en l'honneur de Léon Ardouin (1841-1909).

## Publication originale
- Mocquard, 1897 : Notes herpétologiques. Bulletin du Muséum national d'histoire naturelle, sér. 1, vol. 3, no 6, p. 211-217 (texte intégral).